# Boterbloemluis
De boterbloemluis (Aulacorthum solani) is een bladluis behorend tot het geslacht Aulacorthum. Hij zuigt sap uit planten. Het heeft een van de breedste waardplantenreeksen van alle bladluizen ter wereld, waar ze zowel leven op tweezaadlobbigen alsmede op eenzaadlobbigen. 

## Kenmerken
volwassen exemplaren bereiken een lichaamslengte van 1,8 tot 13 mm. Hij heeft een ovaalrond lichaam, heeft lange poten, korte sifonen en lange antennen. De kleur van de luis kan variëren van groengelig tot donkergroen.

## Levenswijze
De boterbloemluis kan zich geslachtelijk en ongeslachtelijk voortplanten. De eitjes overwinteren en komen in het voorjaar in grote hoeveelheden uit. De boterbloemluis wordt volwassen na zeven tot tien dagen en leeft gemiddeld een tot twee weken. Hij vervelt tot volwassenheid viermaal en deze huidjes zijn wit van kleur en blijven in gewassen achter. 

## Schade
Het is bekend dat het een belangrijke insectenplaag is op tomaten, paprika's, tabak, selderij, wortelen, tulpenbollen, komkommerachtigen en peulvruchten.

## Verspreiding
Het is een Europese soort.